# Olatze
Olatze ou Olʰatze est un toponyme de montagne basque indiquant une implantation pastorale et des cabanes de berger (olha).
Ce nom intervient dans de nombreux toponymes, notamment dans la région de Larrau en Haute-Soule :
Ahatzolatze (pic Mendibe), Arhanolatze (col d'Erroïmendi), Artʰanolatze, Maratzolatze, Murrolatze et Zihigolatz (pic des Escaliers), Belatzolatze (Odeizakia et Bosmendieta), Lopolatze (Odeizakia), Olʰatzarre (Bidouze), Olhatzezarre, Burdin Olatze et fontaine d'Otxolatze, Elixaltolatze (pic d'Orhy), Sarrantolatze (Erraitze gaina), Itʰolatze, fontaine d'Orkʰazolʰatze, Parapolatze. 
Arranolate (Odeizakia) est manifestement apparenté, de même que le nom de village Olatz (Navarre) ou le Zirikolatz (landes de Saint-Pée-sur-Nivelle).
Un toponyme Saueria Olatze est attesté au XIIe siècle dans l'Aralarre.
La variante olatza est également productive dans le reste du Pays basque : Betolatza… 